# Capitán de Corbeta Carlos A. Curbelo nemzetközi repülőtér
A Capitán de Corbeta Carlos A. Curbelo nemzetközi repülőtér (IATA: PDP, ICAO: SULS) Uruguay egyik nemzetközi repülőtere, amely Municipality of Piriapolis közelében található. Éves utasforgalma 119 000 fő (2022).

## Futópályák
A repülőtér futópályái:
- 01/19 (1606 m, aszfalt)
- 08/26 (2130 m, aszfalt)

## Forgalom
Az utasforgalom az elmúlt években az alábbi módon változott:
| 2021 | 25 000  |
| 2022 | 119 000 |

## Légitársaságok és úticélok
2023-ban a Capitán de Corbeta Carlos A. Curbelo nemzetközi repülőtérről az alábbi járatok indulnak:
| Légitársaság            | Célállomások                                           |
| ----------------------- | ------------------------------------------------------ |
| Aerolíneas Argentinas   | Buenos Aires–Aeroparque                                |
| Azul Brazilian Airlines | São Paulo–Guarulhos Szezonális: Porto Alegre, Campinas |
| Flybondi                | Szezonális: Buenos Aires–Ezeiza                        |
| Paranair                | Szezonális: Asunción                                   |